# 秋山古墳群
秋山古墳群（あきやまこふんぐん）は、埼玉県本庄市児玉町秋山にある古墳群。本庄市指定史跡に指定されている。

## 概要
現在、前方後円墳2基を含む43基の古墳が現存し、墳丘を失った古墳跡を含めると100基近い古墳があったと推定されている。古墳の分布は秋山地区の塚原・塚間・宿田保に多く所在する。1965年（昭和40年）3月1日付けで児玉町（当時）指定史跡に指定された。

## 秋山庚申塚古墳

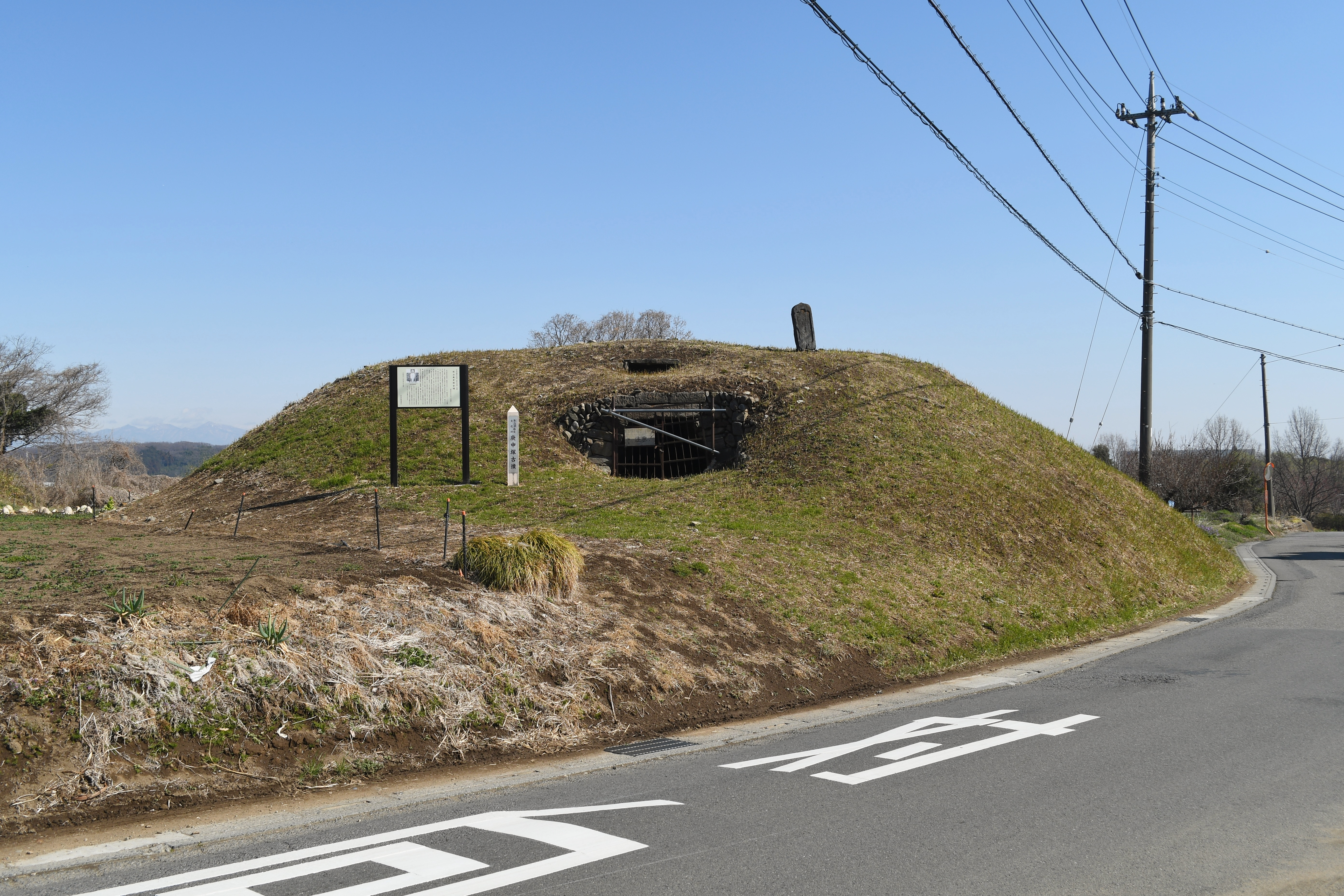
秋山庚申塚古墳

残存部16メートルの円墳で、墳丘には葺石が確認され、埴輪片が採取されている。1987年（昭和62年）に児玉町史編纂事業の一環として発掘調査が行われ、直径34メートル、外径74メートルで二重の周溝を巡らせていることが確認された。主体部は全長7.74メートルの弱い胴張りのある横穴式石室で、南南西方向に開口している。1958年（昭和33年）の調査では玄室から馬具・武器・装身具など120点余りの副葬品が発掘された。6世紀後半に築造され、7世紀前半までに3回の追葬が行われたとみられている。玄室出土品は1988年（昭和63年）1月1日付けで市の指定有形文化財（考古資料）に指定された。

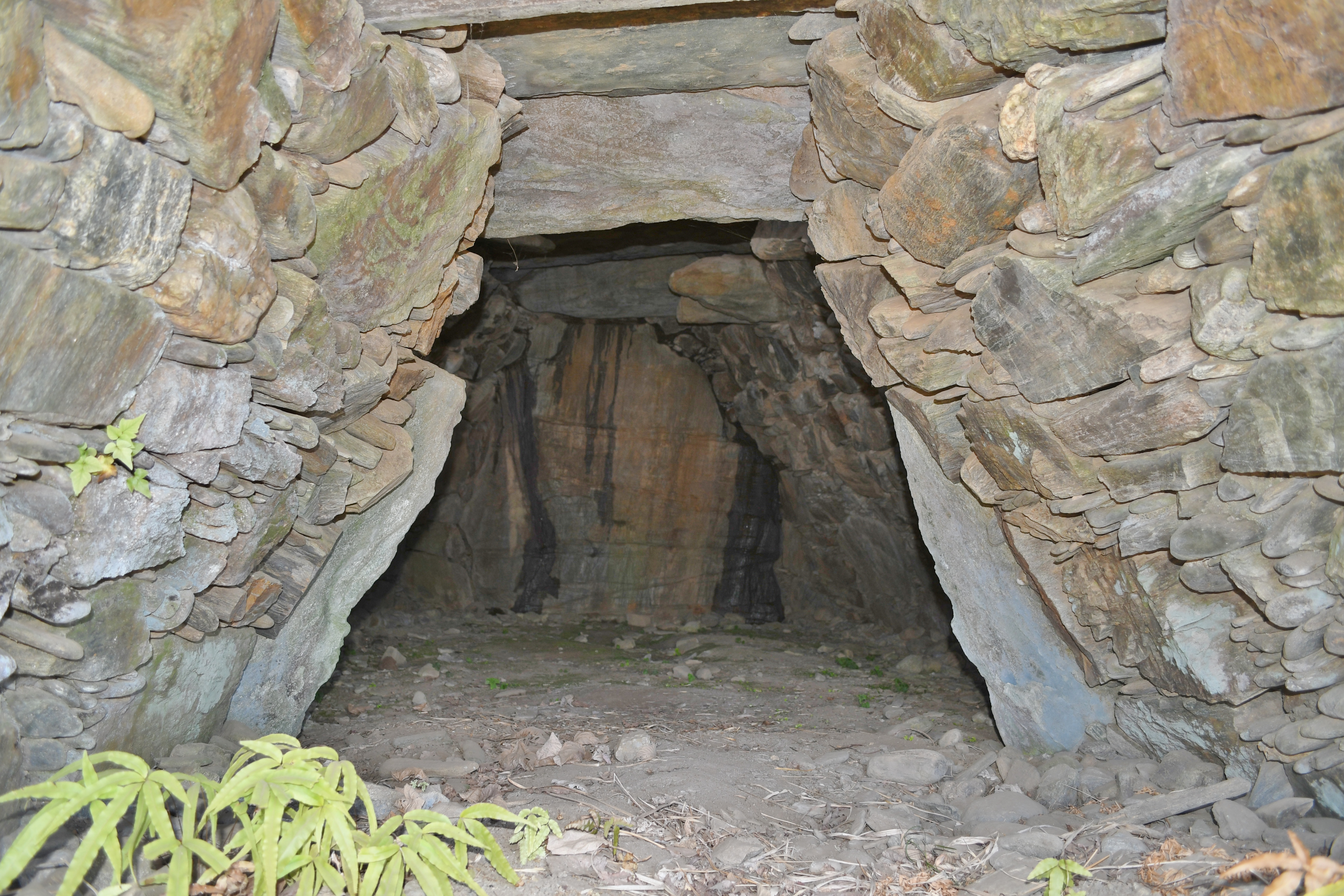
石室内部

## 文化財

### 本庄市指定文化財
- 史跡
  - 秋山古墳群（児22号）
  - 秋山庚申塚古墳 付出土品（児26号）